# Skok w pustkę
Skok w pustkę (wł. Salto nel vuoto) – włosko-francuski dramat psychologiczny z 1980 roku w reżyserii Marco Bellocchio. Zdjęcia kręcono w Rzymie.

## Obsada
- Michel Piccoli jako Mauro Ponticelli 
  - Vittorio Caprioli jako Mauro Ponticelli (głos)
- Anouk Aimée jako Marta Ponticelli
  - Livia Giampalmo jako Marta Ponticelli (głos)
- Michele Placido jako Giovanni Sciabola
- Gisella Burinato jako Anna
- Antonio Piovanelli jako Quasimodo
- Anna Orso jako Marilena
- Pier Giorgio Bellocchio jako Giorgio